# Страх висоти (оповідання)
«Страх висоти» (англ. The Horror of the Heights) — оповідання шотландського письменника Артура Конан Дойла. Було вперше опубліковане в Strand Magazine у 1913 році.

## Сюжет
Історія про закривавлені нотатки, виявлені на краю ферми у Вітіхемі. Нотатки підписані Джойсом-Армстронгом, і перші дві й останні сторінки відсутні.
Джойс Армстронг — хоробрий льотчик, цікавиться загибеллю деяких авіаторів, які намагалися зламати поточну висоту 30.000 футів. Останні жертви пов'язані якимись дивними смертями. Один з них, Хей Коннор, помер після посадки, коли він був ще у своїй площині, а інший, Міртл, був виявлений з головою вистачає. Джойс-Армстронг вважає, що відповідь на ці смерті можуть бути результатом того, що він називає «повітря-джунглів»…